# Ascra

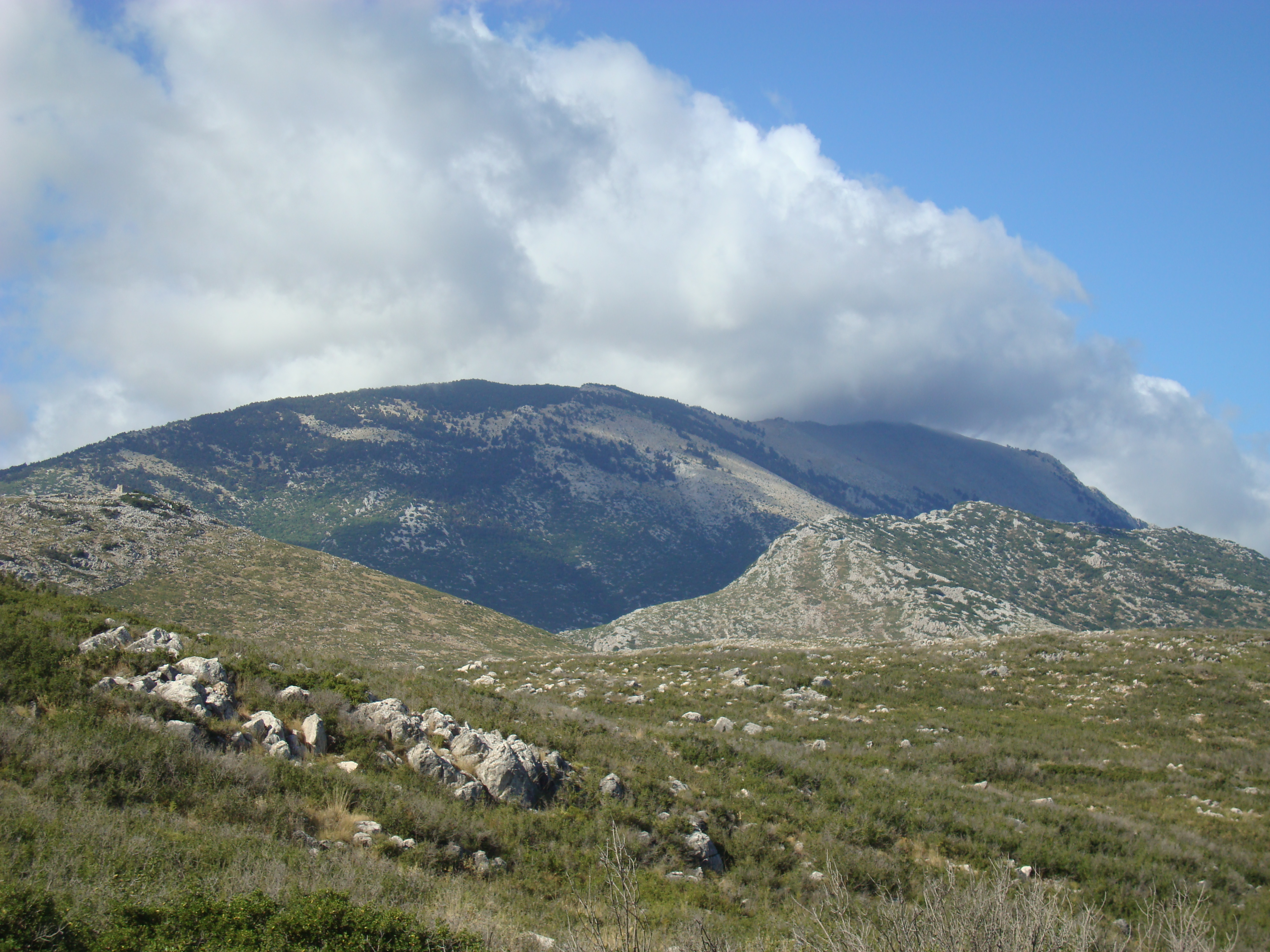
Il Monte Elicona, sotto di esso le rovine di Ascra.

Ascra è probabilmente il villaggio natale di Esiodo, situato in Beozia ai piedi del monte Elicona, sacro alle Muse della Poesia.
Già nel II sec. d.C. Pausania riportava che del villaggio non rimaneva nulla, a eccezione di una torre in rovina.